# Klassiker der Politik
Klassiker der Politik ist eine deutschsprachige Buchreihe, die seit 1922 erscheint. Sie erschien zuerst in Berlin bei Hobbing, später in einer neuen Folge in Köln und Opladen im Westdeutschen Verlag. Nachdrucke erschienen in Darmstadt bei der Wissenschaftlichen Buchgesellschaft.

## Übersicht
- Utopia / Thomas Morus. – Berlin : Hobbing, 1922
- Discorsi : politische Betrachtungen über die alte und die italienische Geschichte / Niccolò Machiavelli. – Berlin : Hobbing, 1922
- Über die Verfassung des deutschen Reiches / Samuel von Pufendorf. – Berlin : Hobbing, 1922
- Der Traktat vom ewigen Frieden 1713 / Charles Irénée Castel de Saint-Pierre. – Berlin : Hobbing, 1922
- Die politischen Testamente / Friedrich ‹Preußen, König, II.›. – Berlin : Hobbing, 1922
- Wilhelm von Humboldt : eine Auswahl aus seinen politischen Schriften. Hrsg. von Siegfr. Kähler / Wilhelm von Humboldt. – Berlin : Hobbing, 1922
- Die drei großen Amerikaner Hamilton, Jefferson, Washington : Auszüge aus ihren Werken / ausgew. und eingel. von Adolf Rein. Übers. von Helga Rein (Alexander Hamilton (1757–1804); Thomas Jefferson (1743–1826); George Washington (1732–1799)). – Berlin : Hobbing, 1923
- Der Fürst und kleinere Schriften / Niccolò Machiavelli. – Berlin : Hobbing, 1923
- Was ist der dritte Stand? / Emmanuel Sieyès. – Berlin : Hobbing, 1924
- Richard Cobden und das Manchestertum / Richard Cobden. – Berlin : Hobbing, 1924. Enth. außerdem: Der Staat / Frédéric Bastiat. – 1924
- Betrachtungen über Frankreich : über den schöpferischen Urgrund der Staatsverfassungen / Joseph de Maistre. – Berlin : Hobbing, 1924. Enth. außerdem: Über den schöpferischen Urgrund der Staatsverfassungen / Joseph de Maistre. – 1924
- Die Politik : auf den Grund und das Maß der gegebenen Zustände zurückgeführt / Friedrich Christoph Dahlmann. – Berlin : Hobbing, 1924
- Naturrecht und allgemeines Staatsrecht in den Anfangsgründen / Thomas Hobbes. – Berlin : Hobbing, 1926
- Politisches Testament und kleinere Schriften / Armand Jean du Plessis de Richelieu. – Berlin : Hobbing, 1926
- Reden und Schriften / Ferdinand Lassalle. – Berlin : Hobbing, 1926
- Friedrich List : eine Auswahl aus seinen Schriften / Friedrich List. – Berlin : Hobbing, [1928]
- Eine Auswahl aus seinen Schriften / Friedrich List. – Berlin : Hobbing, [1927]
- Politische Betrachtungen über die alte und die italienische Geschichte / Niccolò Machiavelli. – 2., durchges. Aufl., [vollst. Ausg.]. – Köln [u. a.]: Westdt. Verlag, 1965
- Politische Schriften : eine Auswahl / Robert von Mohl. – Köln [u. a.] : Westdt.-Verl., 1966
- Das Zeitalter der Gleichheit : Auswahl aus Werken und Briefen / Alexis de Tocqueville. – 2., neubearb. und erw. Aufl. – Köln [u. a.] : Westdt. Verlag, 1967
- Schriften zur Revolution / Johann Gottlieb Fichte. – Köln [u. a.] : Westdt. Verlag, 1967
- Beza, Brutus, Hotman : calvinistische Monarchomachen / Jürgen Dennert. – Köln [u. a.] : Westdt. Verlag, 1968 (Théodore de Bèze (1519–1605) / Hubert Languet (1518–1581) / Philippe de Mornay (1549–1623) / François Hotman (1524–1590))